# Orel Mangala
Orel Mangala (Brussel, 18 maart 1998) is een Belgisch-Congolese voetballer die als verdedigende middenvelder speelt voor Premier League-club Everton, uitgeleend door Ligue 1-club Lyon, en het Belgische nationale team.

## Clubcarrière

### Jeugd
Orel Mangala begon te  voetballen bij RRC Etterbeek, een kleine club uit de Brusselse rand. Na vier maanden speelden ze een vriendschappelijke wedstrijd tegen RSC Anderlecht waar hij opgemerkt werd. Mangala verhuisde op zevenjarige leeftijd naar de jeugdacademie van RSC Anderlecht. Vanaf dan speelde hij voor Anderlecht in alle jeugdteams. Orel Mangala gaf onder meer in de Youth League zijn visitekaartje aan meerdere topclubs. Hij kreeg echter geen kans van coach Besnik Hasi om zelf maar mee te trainen in het eerste elftal. In juni 2016 tekende Mangala een contractverlenging van één jaar. Tijdens het seizoen 2016/17 speelde hij op huurbasis bij de U19 van Borussia Dortmund. In de voorbereiding kreeg hij volop zijn kans van trainer Thomas Tuchel van wie hij met de A-kern mocht meetrainen. Mangala pakte meteen de titel bij de U19 waar hij een belangrijke pion was op het middenveld. Hij maakte vier goals en gaf vijf assists. Dortmund hoopte Mangala te kopen, maar Anderlecht vroeg toen al € 2 miljoen. Zijn trainer Hannes Wolf geloofde heel hard in hem.

### VfB Stuttgart
In 2017 haalde VfB Stuttgart Mangala definitief weg uit de jeugd van Anderlecht voor € 1,8 miljoen, waar hij een vierjarig contract tekende. Hij had het seizoen ervoor indruk gemaakt bij de jeugd van Dortmund. Op 19 augustus 2017 debuteerde de middenvelder in de Bundesliga tegen Hertha BSC. Mangala speelde de volledige wedstrijd. Ook op de tweede speeldag tegen Mainz was hij basisspeler. Naarmate het seizoen vorderende verhuisde hij naar de bank, om uiteindelijk enkele minuten in te vallen. Op de laatste speeldag stond Mangala in de basis van de met 1-4 gewonnen titelwedstrijd van Bayern München. In zijn eerste seizoen speelde hij twintig competitiewedstrijden waarvan zeven als basisspeler.

#### Verhuur aan Hamburger SV
Om meer speelminuten te vergaren werd Mangala voor één seizoen verhuurd aan traditieclub Hamburger SV, een club die voor het eerst in zijn geschiedenis naar de Tweede Bundesliga was gedegradeerd. Stuttgart wilde hem absoluut houden, maar door de komst van Gonzalo Castro op zijn positie zou hij minder aan spelen toekomen. Meer speeltijd zou ideaal zijn voor zijn ontwikkeling. Er werd geen opstapclausule in de huurovereenkomst opgenomen. Er waren ook aanbiedingen van andere clubs uit de Bundesliga, maar Stuttgart wilde zijn rechtstreekse concurrenten niet versterken. De druk om te promoveren was van bij de start van het seizoen gigantisch.
In november al kondigde Stuttgart al aan dat hij zou terugkeren naar zijn moederclub. Mangala speelde voor Hamburger SV 29 competitiewedstrijden, waarvan 28 als basisspeler. In de DPB Pokal, waarbij hij de halve finale wist te halen, speelde hij vijf keer waarin hij één keer de netten liet trillen.

#### Terugkeer naar VfB Stuttgart
In het seizoen 2019-20 keerde Mangala terug naar VfB Stuttgart dat net gedegradeerd was. Hij speelde er een sterk seizoen en wist hierdoor mee de promotie naar de Bundesliga af te dwingen. Ondanks een nederlaag op de laatste speeldag met 1-3 tegen Darmstadt promoveerde Orel Mangala "Die Schwaben" terug naar het hoogste niveau.
In april 2021 werd het contract van Mangala met één jaar verlengd. In zijn laatste seizoen in Duitse loondienst kwam Mangala in 29 wedstrijden in actie. Hij was de draaischijf op het middenveld. Hij speelde vijf jaar in Duitsland.

### Nottingham Forest
Eind juli 2022 verkaste Orel Mangala naar het ambitieuze Nottingham Forest, een promovendus in de Premier League. Nottingham betaalde ruim € 15 miljoen voor de verdedigende middenvelder nadat een eerder bod van € 10 miljoen werd geweigerd. Mangala tekende voor vier seizoenen in Engeland. Bij Forest kreeg hij het gezelschap van onder andere Jesse Lingard, een Engelse international. Coach Steve Cooper gaf Mangala een goed gevoel omdat hij graag met jonge spelers werkt. 
Op de eerste speeldag tegen Newcastle United maakte hij zijn debuut. Hij mocht 10 minuten voor tijd invallen voor Lewis O'Brien. De wedstrijd werd met 2-0 verloren. Op 4 april 2023 scoorde Mangala in zijn achttiende optreden voor Nottingham Forest zijn eerste doelpunt in de Premier League. Hij scoorde de 0-1 tegen Leeds. Uiteindelijk verloor zijn ploeg met 2-1. In zijn eerste seizoen in Engelse loondienst was hij geen certitude. Hij speelde mee in 27 competitiewedstrijden, waarvan hij er 20 startte als basisspeler. Hierin was hij goed voor één goal en één assist.
In zijn tweede seizoen in Engelse loondienst was hij basisspeler. Mangala was dat seizoen een van de sterkhouders bij Forest. Zo scoorde hij op 5 november een belangrijk doelpunt tegen Aston Villa, wat resulteerde in een 2-0 overwinning. Tijdens de winterstop was er interesse van Lyon. Zijn transfer zou voor Forest de nodige centen in de la brengen om in orde te zijn met de Financial Fair-Play-regels van de Premier League. Mangala kwam in zijn tweede seizoen 20 wedstrijden in actie in de Premier League waarin hij één keer kon scoren. In 18 maand was hij goed voor 53 wedstrijden.

#### Verhuur aan Olympique Lyonnais
Nadat Olympique Lyonnais in 2019 tevergeefs zijn oog liet vallen op Orel Mangala, was het op 1 februari 2024, net voor het afsluiten van de wintertransferperiode wel raak. Mangala verliet Forest op huurbasis voor € 11.700.000,-. Er werd een niet-verplichte transfersom van € 17.500.000,-, plus € 3.000.000,- aan bonussen in het contract opgenomen. Daarnaast dwong een Forest tien procent af op de eventuele meerwaarde bij een toekomstige transfer. Hij kreeg het nummer 25. Mangala is na Eric Deflandre en Jason Denayer de derde Belg die uitkomt voor Lyon. Hij moest Lyon mee helpen behoeden voor degradatie uit de Ligue 1.
In zijn eerste wedstrijd tegen Montpellier mocht Mangala meteen invallen voor de geblesseerde Corentin Tolisso. De wedstrijd werd met 1-2 gewonnen. De volgende wedstrijd kreeg hij meteen zijn eerste basisplaats tegen Nice. Hierin bleek Orel Mangala meteen van goudwaarde voor zijn nieuwe club. Hij scoorde de enige treffer (1-0). Olympique Lyon won op de voorlaatste speeldag in de Ligue 1 met krappe 0-1-cijfers bij rode lantaarn Clermont. Mangala zorgde vroeg na de pauze voor de enige treffer van de partij, meteen zijn tweede doelpunt voor Lyon. Mangala begon sterk, maar verloor gaandeweg zijn basisplaats. Voor Lyon kwam Mangala 12 keer in actie. 8 keer in de Ligue 1 en 4 keer in de Franse beker die Lyon in de finale verloor van PSG.

### Olympique Lyonnais
Begin juli lichtte Lyon de aankoopoptie op Orel Mangala. De transfersom bedroeg € 23.400.000,-. Hij tekende een contract tot 2028.

#### Verhuur aan Everton
Eind augustus 2024 haalde Everton Orel Mangala voor één seizoen op huurbasis terug naar de Premier League. Daar moest hij op het middenveld het vertrek van Amadou Onana helpen opvangen.

## Clubstatistieken
| Seizoen     | Club              | Land               | Competitie     | Competitie | Competitie | Beker | Beker | Internationaal | Internationaal | Totaal | Totaal |
| Seizoen     | Club              | Land               | Competitie     | Wed.       | Dlp.       | Wed.  | Dlp.  | Wed.           | Dlp.           | Wed.   | Dlp.   |
| ----------- | ----------------- | ------------------ | -------------- | ---------- | ---------- | ----- | ----- | -------------- | -------------- | ------ | ------ |
| 2017/18     | VfB Stuttgart     | Vlag van Duitsland | Bundesliga     | 20         | 0          | 1     | 0     | —              | —              | 21     | 0      |
| Club Totaal | Club Totaal       | Club Totaal        | Club Totaal    | 20         | 0          | 1     | 0     | 0              | 0              | 21     | 0      |
| 2018/19     | → Hamburger SV    | Vlag van Duitsland | 2. Bundesliga  | 29         | 0          | 5     | 1     | —              | —              | 34     | 1      |
| Club Totaal | Club Totaal       | Club Totaal        | Club Totaal    | 29         | 0          | 5     | 1     | 0              | 0              | 34     | 1      |
| 2019/20     | VfB Stuttgart     | Vlag van Duitsland | 2. Bundesliga  | 29         | 1          | 3     | 0     | —              | —              | 32     | 1      |
| 2020/21     | VfB Stuttgart     | Vlag van Duitsland | Bundesliga     | 24         | 1          | 3     | 0     | —              | —              | 27     | 1      |
| 2021/22     | VfB Stuttgart     | Vlag van Duitsland | Bundesliga     | 28         | 1          | 1     | 0     | —              | —              | 29     | 1      |
| Club Totaal | Club Totaal       | Club Totaal        | Club Totaal    | 81         | 3          | 7     | 0     | 0              | 0              | 88     | 3      |
| 2022/23     | Nottingham Forest | Vlag van Engeland  | Premier League | 16         | 0          | 4     | 0     | —              | —              | 21     | 0      |
| Club Totaal | Club Totaal       | Club Totaal        | Club Totaal    | 16         | 0          | 4     | 1     | 0              | 0              | 21     | 0      |
| TOTAAL      | TOTAAL            | TOTAAL             | TOTAAL         | 146        | 3          | 17    | 1     | 0              | 0              | 164    | 4      |

t.e.m. 28 maart 2023.

## Interlandcarrière

### Jeugdelftallen
Mangala kwam reeds uit voor meerdere Belgische nationale jeugdteams. In 2017 debuteerde hij in België –21.

### Rode Duivels
Mangala werd in maart 2021 voor het eerst opgeroepen voor de Rode Duivels voor de WK-kwalificatiewedstrijden tegen Wales, Tsjechië en Wit-Rusland. Hij moest mee de langdurig geblesseerde Axel Witsel vervangen. Ook Albert Sambi Lokonga behoorde voor het eerst tot de selectie. Tot een debuut kwam het echter niet wegens een dijblessure. In maart 2022 werd Mangala voor de tweede keer opgeroepen, dit keer voor de vriendschappelijke interlands tegen Ierland en Burkina Faso.
Op 26 maart maakte Mangala zijn interlanddebuut tijdens een vriendschappelijke wedstrijd in en tegen Ierland. In de 75e minuut mocht hij invallen voor Arthur Theate. Bij een van de laatste Ierse tegenaanvallen werd de Stuttgart-middenvelder afgetroefd in de lucht en werd het als nog 2-2.
Pas na het aanstellen van Domenico Tedesco als bondscoach begin februari 2023 werd Mangala een vaste pion in het elftal van de Rode Duivels. Eind mei 2024 werd hij door Tedesco opgenomen in de selectie voor het EK 2024 in Duitsland.

## Interlands
| Interlands van Orel Mangala voor België | Interlands van Orel Mangala voor België | Interlands van Orel Mangala voor België | Interlands van Orel Mangala voor België | Interlands van Orel Mangala voor België | Interlands van Orel Mangala voor België |
| No.                                     | Datum                                   | Wedstrijd                               | Uitslag                                 | Soort Wedstrijd                         | Doelpunten                              |
| Als speler bij VfB Stuttgart            | Als speler bij VfB Stuttgart            | Als speler bij VfB Stuttgart            | Als speler bij VfB Stuttgart            | Als speler bij VfB Stuttgart            | Als speler bij VfB Stuttgart            |
| --------------------------------------- | --------------------------------------- | --------------------------------------- | --------------------------------------- | --------------------------------------- | --------------------------------------- |
| 1.                                      | 26 maart 2022                           | Ierland – België                        | 2 – 2                                   | Vriendschappelijk                       | -                                       |
| 2.                                      | 29 maart 2022                           | België – Burkina Faso                   | 3 – 0                                   | Vriendschappelijk                       | –                                       |
| Als speler bij Nottingham Forest        |                                         |                                         |                                         |                                         |                                         |
| 3.                                      | 24 maart 2023                           | Zweden – België                         | 0 – 3                                   | Kwalificatie EK 2024                    | -                                       |
| 4.                                      | 28 maart 2023                           | Duitsland – België                      | 2 – 3                                   | Vriendschappelijk                       | -                                       |
| 5.                                      | 17 juni 2023                            | België – Oostenrijk                     | 1 – 1                                   | Kwalificatie EK 2024                    | -                                       |
| 6.                                      | 20 juni 2023                            | Estland – België                        | 0 – 3                                   | Kwalificatie EK 2024                    | -                                       |
| 7.                                      | 9 september 2023                        | Azerbeidzjan – België                   | 0 – 1                                   | Kwalificatie EK 2024                    | -                                       |
| 8.                                      | 12 september 2023                       | België – Estland                        | 5 – 0                                   | Kwalificatie EK 2024                    | -                                       |
| 9.                                      | 13 oktober 2023                         | Oostenrijk – België                     | 2 – 3                                   | Kwalificatie EK 2024                    | -                                       |
| 10.                                     | 16 oktober 2023                         | België – Zweden                         | 1 – 1                                   | Kwalificatie EK 2024                    | -                                       |
| 11.                                     | 15 november 2023                        | België – Servië                         | 1 – 0                                   | Vriendschappelijk                       | -                                       |
| 12.                                     | 19 november 2023                        | België – Azerbeidzjan                   | 5 – 0                                   | Kwalificatie EK 2024                    | -                                       |
| Als speler bij Olympique Lyonnais       |                                         |                                         |                                         |                                         |                                         |
| 13.                                     | 26 maart 2024                           | Engeland – België                       | 2 – 2                                   | Vriendschappelijk                       | -                                       |
| 14.                                     | 5 juni 2024                             | België – Montenegro                     | 2 – 0                                   | Vriendschappelijk                       | -                                       |
| 15.                                     | 8 juni 2024                             | België – Luxemburg                      | 3 – 0                                   | Vriendschappelijk                       | -                                       |
| 16.                                     | 17 juni 2024                            | België – Slowakije                      | 0 – 1                                   | EK 2024 groepsfase                      | -                                       |
| 17.                                     | 22 juni 2024                            | België – Roemenië                       | 2 – 0                                   | EK 2024 groepsfase                      | -                                       |
| 18.                                     | 26 juni 2024                            | Oekraïne – België                       | 0 – 0                                   | EK 2024 groepsfase                      | -                                       |
| 19.                                     | 1 juli 2024                             | Frankrijk – België                      | 1 – 0                                   | EK 2024 achtste finale                  | -                                       |
| Als speler bij Everton                  |                                         |                                         |                                         |                                         |                                         |
| 20.                                     | 9 september 2024                        | Frankrijk – België                      | 2 – 0                                   | UEFA Nations League 2024/25             | -                                       |
| 21.                                     | 10 oktober 2024                         | Italië – België                         | 2 – 2                                   | UEFA Nations League 2024/25             | -                                       |
| 22.                                     | 14 oktober 2024                         | België – Frankrijk                      | 1 – 2                                   | UEFA Nations League 2024/25             | -                                       |
| 23.                                     | 17 november 2024                        | Israël – België                         | 1 – 0                                   | UEFA Nations League 2024/25             | -                                       |
| Totaal                                  | Totaal                                  | Totaal                                  | Totaal                                  | Totaal                                  | 0                                       |

Bijgewerkt t/m 17 oktober 2024.